# Tridenti zsinat

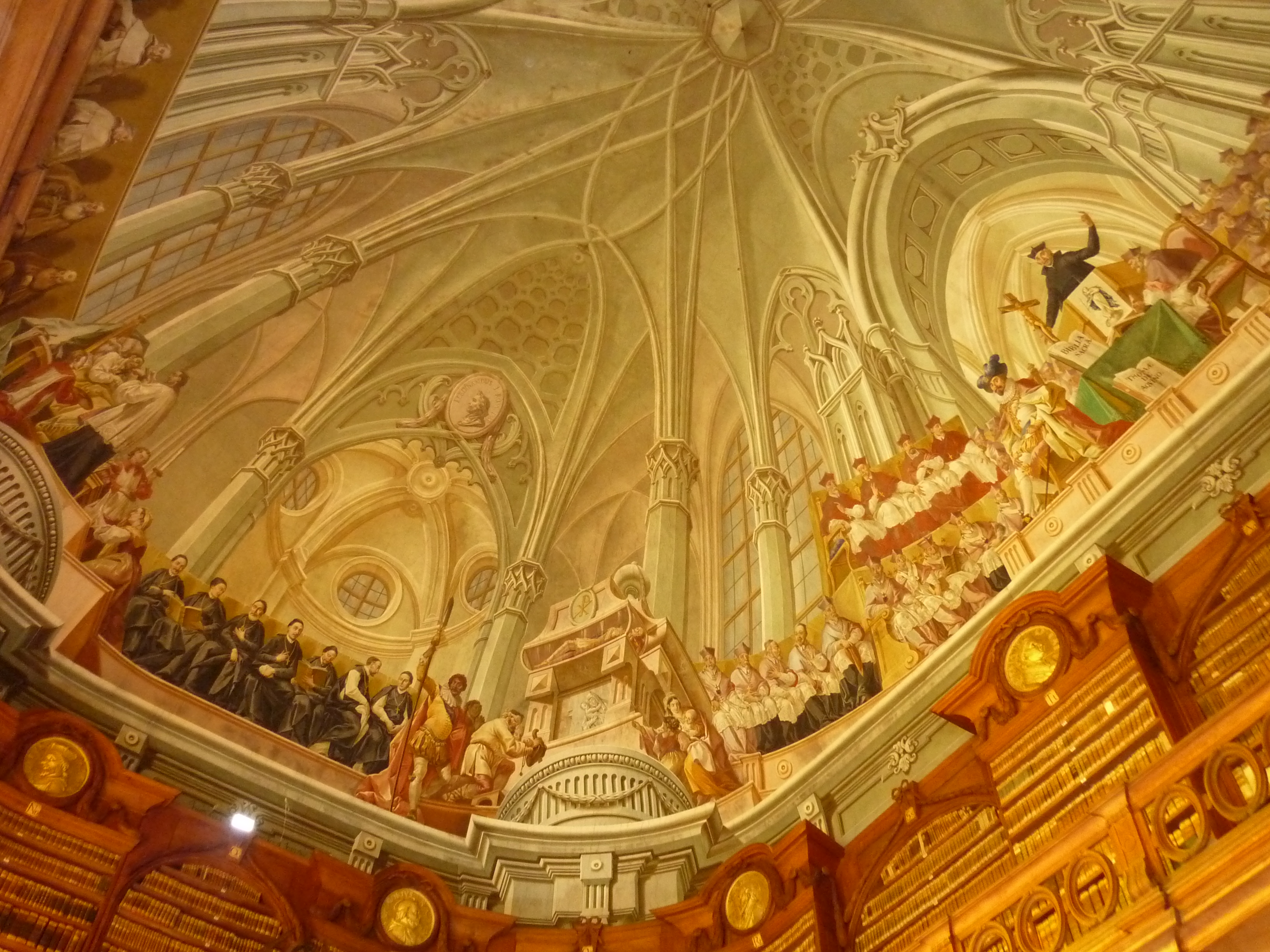
Johann Lucas Kracker: A tri(d)enti zsinat (mennyezetfreskó az Egri Főegyházmegyei Könyvtárban)

A tridenti zsinat vagy trienti zsinat, vagy a mai helynévhez alakított trentói zsinat (latinul: Concilium Tridentinum) a római katolikus egyház bel- és küléletére nézve az egyik legfontosabb egyetemes zsinat, amely a 16. századi reformációra válaszként az egyház igazi megformálását hozta létre, azt mintegy új életre keltve. A tridenti zsinat az ellenreformáció kezdetét jelentette. Számos akadály, a keresztény fejedelmek között dúló konfliktusok és háborúk után III. Pál pápa 1542. május 22-ére hívta össze a zsinatot Trentóba (németül: Trient) a bullájában kifejezett következő célokkal: „Isten dicsőségére és magasztalására, a hit és keresztény vallás fejlesztésére és felemelésére, a tévtanok kiirtására, az egyház békéjére és egységére, a papság és a keresztény nép megjavítására, a keresztény név ellenségeinek megsemmisítésére”. A zsinatot azonban újabb zavarok miatt csak 1545. december 13-án nyitották meg ünnepélyesen.

## Elnevezése
A "tridenti zsinat", a "trienti zsinat" és a "trentói zsinat" hármasa érdekes terminológiai zavar a magyar nyelvben. 
Ezek közül a "tridenti zsinat" mellett valójában csak a széleskörű használat szól, egyéb alapja nincs. Több olyan zsinat is van, amelyet a városnév, az "i" képző és "zsinat" megjelöléssel illetünk, például konstanzi zsinat vagy bázeli zsinat, de "Trident" nevű város semmilyen nyelven nem létezik. A város latin nyelvű megnevezése "Tridentinum", és ennek van bizonyos jelentősége, hiszen a zsinat hivatalos nyelve a latin volt. A város olasz lakói, akik a Habsburg időkben is többségben voltak, "Trento"-nak nevezték a várost, a német név a "Trient", és érdekesség, hogy van ezektől eltérő angol név is, a "Trent". A zsinat neve angolul: Council of Trent. A magyar "Tridenti zsinat" talán a "Tridentinumi zsinat" és a "Trienti Zsinat" rossz összekapcsolása, de tagadhatatlanul elterjedt.
A "trienti zsinat" a német szakirodalmi megnevezés (Konzil von Trient) átvételét jelenti. Ez azonban annyiból indokolatlan, hogy a "Trient" városnév más kontextusokban kiszorult a magyar nyelvből, hiszen egy kicsi, olaszlakta városról van szó, az I. világháború vége óta Olaszországban. Aki ma odautazik, az "Trentóba" megy.
A "trentói zsinat" a modern katolikus szakirodalomban elterjedt nyelvújítás. Nem egyértelmű, hogy sikeres nyelvújítás lesz-e, de a föntiek szerint logikai érvek szólnak mellette. Félreértett trianoni áthallás azt mondani, hogy a "trentoi zsinat"  annyira anakronisztikus, mintha mondjuk a „bratislavai diétáról” vagy „a levočai fehér asszonyról” beszélnénk. Pozsonyt és Lőcsét Trianon után elszlovákosították, de Trento mindig olasz volt, a Dél-tiroli olasz-német nyelvhatár olasz oldalán találjuk meg. Logika tehát van a "trentói zsinat" megnevezésben, de a nyelvújítások nem mindig a logika szerint alakulnak. Kérdés, hogy sikerül-e "tridenti zsinat" melletti nyelvi berögzöttséget meghaladni.

## Szakaszai
A történetírók a zsinatot három korszakra osztják. Az első 1545. december 13-ától 1549. szeptember 14-éig tartott, amikor azt III. Pál felfüggesztette. Ebben az időszakban 10 ülést tartottak: a 9.-et és a 10.-et Bolognában, ahová a zsinatot 1547. március 11-én áthelyezték a közben kitört járvány miatt, amelynek a résztvevők közül többen áldozatul estek.
A második 1551. május 1-jétől 1552. április 22-éig III. Gyula pápa alatt. Összesen hat ülést tartottak, amelyek közül az utolsón (összességében tehát a 16. ülésen) a zsinatot két évre felfüggesztették, és csak tíz év múlva folytatták.
A harmadik szakasz 1562. január 18-ától 1563. december 4-éig folyt IV. Piusz pápa alatt, aki a – megszakításokkal 18 évig tartott – zsinat végét 1563. december 12-én hirdette ki ünnepélyesen. A zsinat határozatait előbb 1563. december 30-án konzisztóriumban, majd 1564. január 26-án bullában erősítette meg.
A tridenti zsinaton nemcsak a katolikus egyház hitágazatait védte és állapította meg határozottan a hitújítók ellenében, hanem az egyházi fegyelmet is teljesen átalakította. A zsinatnak a hittanra vonatkozó, decreta nevű határozatai fejezetekre és kánonokra oszlanak. A fejezetekben a hitágazatoknak – különösen a megtámadottaknak – bővebb magyarázata található, míg a kánonokban a magyarázat rövid és szabatos tételekben összevonva. A fegyelemre vonatkozó határozatok decreta de reformatione néven vannak jelölve. A hitágazatokról szóló határozatok eo ipso, a fegyelmiek Rómában azonnal, másutt 1564. május 1-jén léptek hatályba. A zsinat hitágazati és erkölcstani végzéseit minden katolikus elfogadta és hitszabályként tartotta, a fegyelmi határozatokat azonban nem mindenütt fogadták el és hirdették ki. IV. Piusz pápa e zsinat határozatainak kihirdetése, azoknak kellő megtartása és az esetlegesen felmerült kételyek eloszlatása végett 8 bíborosból álló bizottságot nevezett ki, amely «S. Congregatio Conc. Trid. Interpretum» vagy röviden «S. Congregatio Concilii» nevet viselt. E bizottság határozatait 1718 óta évenként nyomtatásban is kiadták Thesaurus resolutionum S. Congregationis Concilii címen.

## A zsinat munkássága

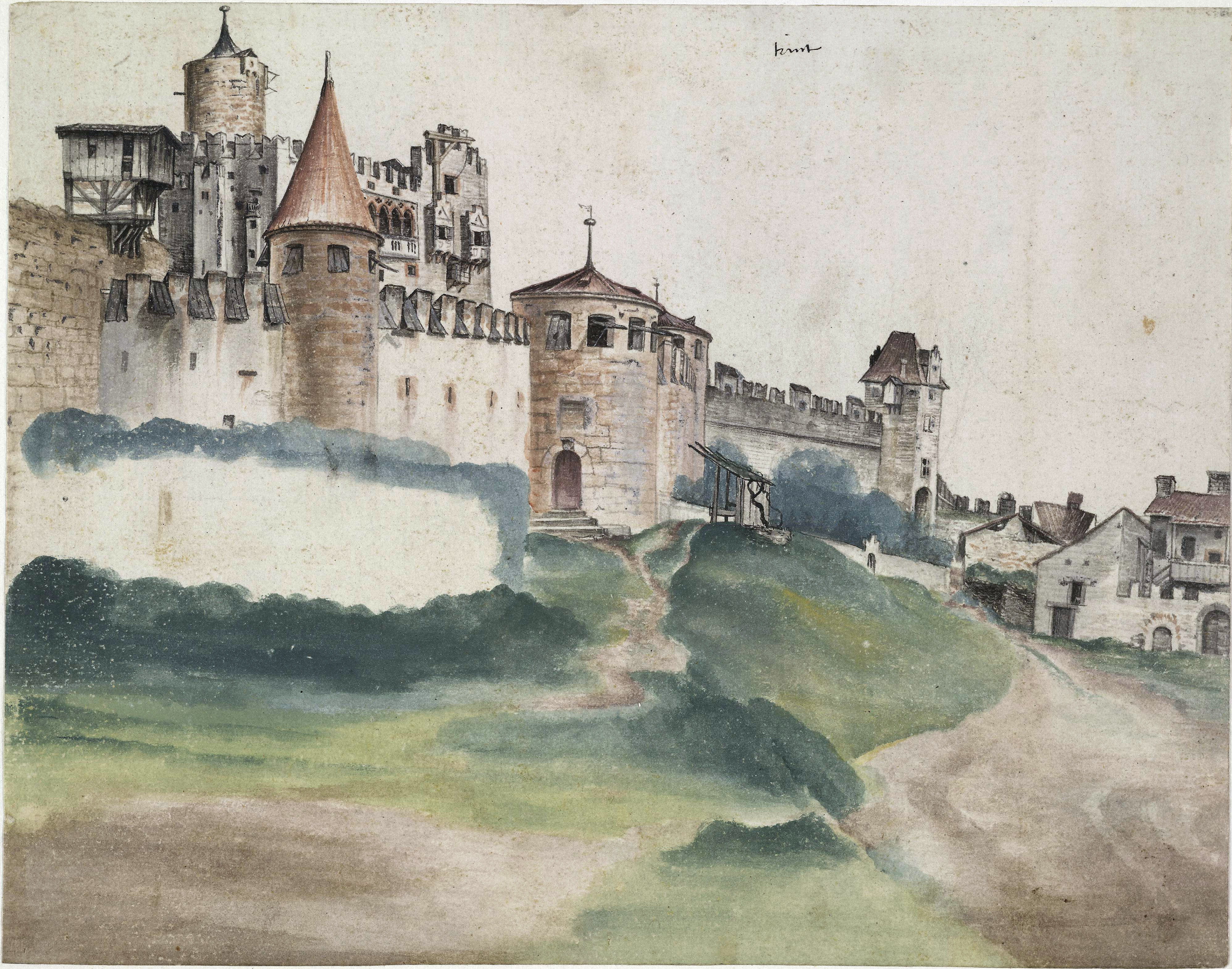
Albrecht Dürer: A trentói vár, 1495

A zsinat elsősorban azokkal a területekkel foglalkozott, ahol a protestáns nézetekkel szemben kellett megfogalmaznia a katolikus egyház nézeteit. A reformátori sola scriptura elvvel szemben a zsinat hangsúlyozta a másfél évezredes hagyomány fontosságát. A zsinat első szakaszában a résztvevők arra hajlottak, hogy a két forrás, azaz a Szentírás és a hagyomány kiegészíti egymást, de a zsinat végére arra jutottak, hogy a hitnek egyetlen forrása van, amely két úton jut el a hívőkhöz. Az eredendő bűnt illetően a zsinat úgy határozott, hogy a bűn nem pusztán az utánzás, hanem már a nemzés által van jelen a világban, de az ember a keresztségben "ártatlan, bűntelen, tiszta lesz és így Isten szeretett fia". A megigazulás egyedül Krisztus érdeme miatt történik az emberrel, amit azonban szabad akaratából következően el is utasíthat. Szemben a reformátorokkal, akik a szentségek számát kettőre (keresztség és Úrvacsora) csökkentették, a zsinat hét szentséget rögzített (mind a hetet megtartotta), megalkotva ezzel a máig érvényes katolikus szentségtant.

## Magyarok a zsinaton
A zsinaton hazánk püspökei az ország állapota és vallási viszonyai miatt személyesen nem jelenhettek meg, ezért képviselőket küldtek Kolosváry János kolozsmonostori apát, később csanádi püspök és Dudith András tinnini, később pécsi püspök személyében. I. Ferdinánd magyar királyt Draskovich György pécsi püspök képviselte.

## Hatása
A tridenti, sorrendben 19. egyetemes zsinat hosszú időre meghatározta a katolikus egyház tanítását és működését. A következő, I. vatikáni zsinatig három teljes évszázad telt el, de a tridenti egyházszervezet a II. vatikáni zsinatig tartott, akár a latin misekönyv is (Missale Romanum), illetve a 4 kötetes, évszakonkénti latin papi zsolozsmáskönyv (Breviarium Romanum, amelynek magyarországi kiadásait a ma is meglévő regensburgi Friedrich Pustet kiadó nyomtatta).

## Művek a zsinatról
E nevezetes zsinat történelmét legelőször Fra Paolo Sarpi szervita szerzetes írta meg, művéből azonban a Róma és az egyház elleni ellenszenv tűnik ki, amit betetőzött azzal, hogy kéziratát az eretnek spalatói érseknek adta át, aki azt 1619-ben Londonban publikálta. Ennek ellenében Sforza Pallavicini adta ki a zsinat történetét a leghitelesebb források alapján két kötetben: Istoria del concilio di Trento (1656-57, II. kiad. 4 köt. 1664).